# ハマジンチョウ科
ハマジンチョウ科（ハマジンチョウか、Myoporaceae）は、双子葉植物の科の1つ。
特にオーストラリア、東南アジア、南太平洋の熱帯・亜熱帯地方に多く分布し、そのほかアフリカの一部や西インド諸島にも分布する。低木で、4-7属、90種ほどからなる。日本に分布するのは2種類だけで、三重県以南の海岸にハマジンチョウ Myoporum bontioides、小笠原諸島にコハマジンチョウ M. boninense が自生する。
花は左右相称で花冠は5裂する。果実は核果または分果。園芸用に栽培されるものもある。

## 分類
新エングラー体系ではシソ目に、クロンキスト体系ではゴマノハグサ目に含まれる。APG植物分類体系では、独立の科とせずゴマノハグサ科に含めている。
- Bontia
- Eremophila
- ハマジンチョウ属 Myoporum
  - ハマジンチョウ M. bontioides (Sieb. et Zucc.) A. Gray
  - コハマジンチョウ M. boninense Koidz.
- Oftia
- Pholidia
- Ranopisoa
- Spielmannia